# 외국어 말투 증후군
외국어 말투 증후군(영어: foreign accent syndrome)은 사람의 말투가 외국어를 하는 듯 부자연스럽게 변하는 특이한 의학적 상태이다. 뇌졸중같이 뇌에 큰 손상을 받은 경우에 나타난다.
예를 들어 미국 토박이가 뇌에 손상을 입고 난 다음, 마치 프랑스인이 영어를 하려는 것처럼 들리는 영어를 하게 된다. 옥스퍼드 대학교 연구팀이 실제 이런 환자들을 조사한 결과, 대부분 뇌의 특정 부위에 손상을 입은 것으로 관찰되었다. 손상을 입은 부분이 인간의 뇌에서 언어를 담당하는 부분인 것으로 추정되며, 이 부분에 손상을 입었기 때문에 발음이 제대로 안되어서 외국어 말투처럼 들리는 것으로 보인다.
외국어 말투 증후군이 최초로 기록된 것은 1941년 노르웨이에서 관측된 것이다. 젊은 여자가 공습으로 인해서 머리를 크게 다쳤고, 회복된 후에는 말투가 마치 독일어 사용자가 노르웨이어를 하려는 말투처럼 변해서 주변의 노르웨이 사람들한테 따돌림을 당했다고 한다.
뇌졸중 환자에게는 그들의 말투가 바뀐 것이 엄청난 큰 일이라고 한다. 많은 의사들은 이 증상을 인정하지 않고 정서적 문제라고 한다. 제니퍼 거드 및 존 콜만 박사는 이 환자들은 관찰하였으며 대부분 사람들의 정신병에서 기원한다는 결과를 제시하였다. 그렇지만 콜만은 환자들이 나아 가면서 예전의 말투를 되찾아 가는 것을 관찰하였다.

## 참고 문헌
- Gurd JM, Bessell NJ, Bladon RA, Bamford JM. A case of foreign accent syndrome, with follow-up clinical, neuropsychological and phonetic descriptions. Neuropsychologia 1988;26:237-51. PMID 3399041
- Gurd JM, Coleman JS, Costello A, Marshall JC. Organic or functional? A new case of foreign accent syndrome. Cortex 2001;37:715-8. PMID 11804223